# Сборная Кыргызстана по хоккею с шайбой
Сборная Кыргызстана по хоккею с шайбой представляет Кыргызстан на международных турнирах по хоккею с шайбой. Управляется Федерацией хоккея Кыргызстана. Чемпион премьер-дивизиона зимних Азиатских игр в 2011 году.

## История

### Советское время
В конце 1950-х годов в Киргизской ССР начал культивироваться новый вид спорта — хоккей с шайбой. В начале 1960-х годов команда Киргизской ССР дебютировала на зимней Спартакиаде в 1962 году. После этого в республике интерес к этому виду спорта был потерян.
Сборная принимала участие лишь в одной зимней Спартакиаде, провела в её рамках 8 матчей со сборными союзных республик Советского Союза, одержала 2 победы, обе — над хоккеистами Армении. Во втором матче они были повержены с сухим счётом 5:0.

### Постсоветский период
После того, как СССР прекратил своё существование, в Кыргызстане, наблюдая за успехами своих северных соседей, вспомнили про хоккей. В начале XXI века в республике появились хоккейные команды и была воссоздана федерация. Весной 2011 года она была принята в ИИХФ.
До принятия в ИИХФ команда успела принять участие в премьер-дивизоне (вторая лига) зимних Азиатских игр в Казахстане. Команда не проиграла ни одного матча и выигрыла турнир, получив право на участие в третьем дивизионе чемпионата мира. Однако в это время Кыргызстан переживал не лучшие времена, и не было сделано даже попытки подать заявку. Хоккей вновь оказался на грани забвения.
Однако ИИХФ решила в феврале 2014 года в столице Кыргызстана Бишкеке провести первый дивизион Кубка вызова Азии по хоккею. В нём приняли участие 4 сборные, победитель получал право на участие в топ-дивизионе зимних Азиатских игр в Японии и в следующем топ-дивизионе Кубка вызова Азии. Хозяева показали прекрасную игру и, выиграв 3 матча, вышли на правах лидера в полуфинал, где были повержены индийцы. Однако в финале киргизская сборная потерпела первое поражение в своей новейшей истории от хоккеистов Макао.
Весной 2018 года сборная была заявлена в квалификационный турнир III дивизиона чемпионата мира, который состоялся весной 2019 года в ОАЭ. В дебютном матче 31 марта с разгромным счётом 14:0 был повержен прошлогодний дебютант — сборная Кувейта. 3 шайбы в этом матче забросил Александр Титов. Главным бомбардиром турнира (по системе гол+пас) до последнего тура был киргизский нападающий Владимир Носов. Однако, в дальнейшем был дисквалифицирован Титов, ранее игравший в чемпионате России, и во всех первых четырёх играх, в которых он выступал, киргизам было засчитано техническое поражение. В последнем матче квалификационного турнира сборная Кыргызстана выиграла и без Титова, но в итоге заняла последнее место, выиграв все матчи. Понимая спорность своего решения, международная федерация поручила столице Кыргызстана на следующий год провести чемпионат мира в IV дивизионе. Осенью того же года международная федерация признала ошибочность своего решения по Титову.
Летом 2019 года события начали развиваться ещё более интригующе. К июню были сформированы отборочные и квалификационные группы за выход на XXIV Зимние Олимпийские игры. Однако вскоре последовали отказы от целого ряда сборных. По большому счёту, сборной Кыргызстана ничего не предвещало принять участие в этих соревнованиях, но осенью они получили приглашение на турнир в предквалификацию (группа N), который проходил в Люксембурге в начале ноября 2019 года. Киргизские хоккеисты уверенно заняли первое место, победив всех соперников. Это дало им возможность выйти во второй раунд квалификационного турнира. Следующий турнир (группа K) проходил в середине декабря в румынском городе Брашов. В этом турнире киргизские хоккеисты потерпели 3 поражения, заняли последнее место и выбыли из дальнейшей борьбы. От хозяев они потерпели самое сокрушительное поражение за всю свою историю.
На домашнем чемпионате мира в четвёртом дивизионе, проходившем в 2022 году на Городском катке в Бишкеке, сборная Кыргызстана досрочно обеспечила себе победу в турнире и выход в группу B третьего дивизиона чемпионата мира 2023 года.
В конце февраля — начале марта 2023 года в столице Боснии и Герцеговины Сараево прошёл турнир группы В третьего дивизиона, где дебютировала сборная Кыргызстана. Киргизские хоккеисты уверенно обыграли всех соперников и вышли в группу А этого же дивизиона. При этом хоккеисты Кыргызстана одержали самую убедительную победу в своей истории. Сборной Кыргызстана было предложено вступить в борьбу за три путёвки на хоккейный турнир в Милан на XXV зимние Олимпийские игры. Однако в дальнейшем турнир был отменён и спортсмены Киргизии не приняли участия в турнире.
В марте 2024 года в столице Кыргызстана прошёл турнир в группе А третьего дивизиона чемпионата мира 2024 года, где хоккеисты Кыргызстана не сумели продолжить продвижение вверх. Они заняли второе место и остались в ведущей группы III дивизиона.

## Тренеры
- Шавернев Сергей Викторович (~2011 — 2014)
- Асан Эсен уулу[10] (~2014 — 2015)
- Бектемишов Болотбек Жабуевич (~2015)
- Джакыпов (Жакыпов) Муратбек Токтонасович (~2017 — 2018)[11]
- Жабунин Максим Владимирович (2018—2019)[12]
- Сазонов Павел Сергеевич (2019—2020)
- Михаил Чеканов (2020 — настоящее время)

## Состав
В составе сборной на чемпионате 2023 года выступили:
Исламбек Абдыраев (Brinkens IF — 4 дивизион Швеции), Адиль Бекмуратов («Кенешские пилоты»), Султан Исламов («Ала-Тоо — Дордой», Нарын), Эрназар Исаматов (St. Thomas Stars, GOJHL (Высшая молодёжная хоккейная лига Онтарио)), Георгий Фитисенко («Кыргыз темир жолу»), Максим Егоров («Ала-Тоо — Дордой», Нарын), Айдар Кашаев («Ала-Тоо — Дордой», Нарын), Адис Качкынбеков («Кыргыз темир жолу»), Кирилл Ким («Ала-Тоо — Дордой», Нарын), Антон Кудашев («Кыргыз темир жолу»), Арслан Мараимбеков («Кыргыз темир жолу»), Эрсултан Мирбеков («Ала-Тоо — Дордой», Нарын), Владимир Носов («Ала-Тоо — Дордой», Нарын), Александр Петров («Ала-Тоо — Дордой», Нарын), Эрамир Шамырканов («Кыргыз темир жолу»), Мамед Сейфулов («Алматы»), Кузьма Терентьев («Ала-Тоо — Дордой», Нарын), Александр Титов («Ала-Тоо — Дордой», Нарын), Владимир Тонких («Ала-Тоо — Дордой», Нарын), Михаил Чувалов («Ала-Тоо — Дордой», Нарын).